# 엑스업코리아

## 개요
엑스업코리아(EXUP)은 고농도 전자담배 제품을 중심으로 운영되는 전자담배 전문 브랜드이다.
온라인 쇼핑몰  과 서울 성수동에 위치한 오프라인매장을 통해 다양한 디바이스 및 액상을 판매하고 있으며, 일부 제품에 대해 국내 단독 유통권을 보유하고 있다. 

특히 유해 화학물질 전용 배송 시스템을 운영하여 서울 및 경기 일부 지역에 고농도 제품을 합법적으로 배송하고 있다.

### 관련 링크
⊙온라인 쇼핑몰

EXUP 공식 홈페이지
⊙오프라인 매장

서울특별시 성동구 성수이로20길 10 1층 102호
⊙EXUP 공식 SNS

EXUP 공식 인스타

성수 매장 인스타

EXUP 공식 유튜브 
EXUP 공식 틱톡

EXUP 공식 X(구 트위터)

## 특징
EXUP의 오프라인 매장은 서울특별시 성동구 성수동 편집샵 거리 일대에 위치해있다. 다양한 브랜드와 협업한 팝업스토어를 오픈하고 있으며, 관련 내용은 하위 문단에 기술되어 있다. 

EXUP은 환경부로부터 유해 화학물질 취급에 대한 공식 허가를 받은 업체 로, 화학물질관리법 등 관련 법령을 준수하며 제품을 유통하고 있다. 

니코틴 함량이 1% 이상인 전자담배 제품은 법적으로 일반 택배 및 퀵서비스를 통한 배송이 불가능하므로, EXUP은 이에 대응하여 서울 전 지역 및 경기도 일부 지역에 한해 유해 화학물질 전용 차량을 통한 배송 시스템을 운영하고 있다.

또한 미국 브랜드 VGOD 제품을 국내에 단독으로 수입·판매하고 있으며, 높은 판매량을 기록하고 있다.

## EXUP 독점 브랜드

### 고농도 액상
· 브이갓 (VGOD) 50MG

· 크림 오브 더 크랍 30MG

· 메즈 하이민트 50MG

· 업쥬스 (UPJUICE) 9.8MG, 10MG, 35MG, 50MG

· 클리어 50MG

### 저농도액상
· 플로우 (FLOW) 1%

### 고농도 일회용 전자담배
· 테슬라바 (TESLA BAR)

· 쥬스헤드 (JUICE HEAD)

· 퍼프맥스 (PUFF MAX)

## 이벤트

### EXUP 오프라인 매장 (성수) 팝업 행사 진행 내역

#### 디오엑스 (DIO X)
기간: 2025년 6월 13일 ~ 7월 13일

EXUP이 마스마룰즈와 DIO X와 협업한 팝업스토어.

#### 인피 (INFY)
기간: 2025년 3월 1일 ~ 3월 31일

INFY 전자담배의 1+1 프로모션과 함께 진행된 팝업스토어.

#### 테슬라바 (TESLRABAR)
기간: 2024년 10월 22일 ~ 11월 21일

TESLA BAR 제품 관련 팝업스토어. 

#### 네스티 (NESTY)
기간: 2024년 7월 27일 ~ 7월 28일

NASTY 브랜드의 고농도 일회용 전자담배를 전면에 내세운 팝업스토어. 

### 상시 이벤트

#### 첫 구매 증정 혜택
첫 구매 2만 원 이상 시 자동 적용되는 증정 이벤트. 자체 제작한 업쥬스(UPJUICE) 액상 중 1종을 선택하여 받을 수 있으며, 다양한 맛을 체험해볼 수 있는 기회로 안내되고 있다.

#### 리뷰 이벤트
매주 금요일, 포토 리뷰 작성자 중 1명을 추첨하여 10,000P를 지급하는 이벤트. 참여 조건은 제품 구매 후 리뷰 작성이며, 당첨자는 이벤트게시판을 통해 안내된다.

#### 즉석 복권 이벤트
100% 당첨되는 온라인 즉석 복권 이벤트. 하루 1회 참여 가능하며, 매일 로그인 시 도전할 수 있다.

#### 친구 추천 이벤트
지인에게 전용 URL을 공유한 후, 해당 링크를 통해 신규 가입자가 회원가입 및 추천 코드 입력 시 추천인과 피추천인 모두에게 5,000P가 적립되는 이벤트.

#### 30% 타임 특가
매일 정오(12시)에 특가 상품이 갱신되는 시간 한정 할인 이벤트. 타임딜 대상 상품은 최대 30% 할인되며, 인기 품목이 포함될 수 있어 주기적인 확인이 권장된다.

#### 매달 5일, OH!DAY!
매월 5일 단 하루 진행되는 고정 프로모션. 5% 고농도 액상 및 일회용 전자담배 제품군에 한해 특가 할인이 적용되며, 타임딜 상품과의 중복 구매도 가능하다. 회원가입 후 카카오톡 채널 추가 시 카카오톡 알림으로 사전 안내를 받을 수 있다.

#### 출석 이벤트
이벤트 게시판 내 이벤트 글을 통해 출석 체크 시 1회당 500P 적립. 10일 연속 출석 시 추가로 500P가 추가 적립되는 출석 보상형 이벤트다.

#### 생일 적립금 이벤트
회원 가입 시 생년월일 정보를 입력한 경우, 생일 당일에 3,000P가 자동 지급되는 이벤트. 단, SNS 간편 가입(이메일, 카카오톡) 이용자는 생년월일 정보가 미포함되어 참여가 제한되며, 지급일로부터 3일 이내 사용해야 한다.

## 고농도 배송 가능 지역
※  유해 화학물질 전용 차량 배송 가능 지역 서울 전 지역 및 경기도 일부 지역 대상. 경기도 지역은 순차적 확대 진행 중 이다.

### · 고양시
관산동, 고양동, 원신동, 효자동, 창릉동, 화전동, 대덕동, 삼송1동, 삼송2동, 주교동, 성사1동, 성사2동, 화정1동, 화정2동, 행신1동, 행신2동, 행신3동, 행신4동, 행주동, 능곡동
고봉동, 식사동, 풍산동, 중산1동, 중산2동, 정발산동, 마두1동, 마두2동, 장항1동, 장항2동, 백석1동, 백석2동
고봉동, 식사동, 풍산동, 중산1동, 중산2동, 정발산동, 마두1동, 마두2동, 장항1동, 장항2동, 백석1동, 백석2동

### · 성남시
야탑동, 율동, 이매동, 서현동, 분당동, 수내동, 정자동, 구미동, 산운동, 백현동, 궁내동, 금곡동, 동원동, 하산운동, 운중동, 석운동, 대장동, 판교동
양지동, 산성동, 단대동, 신흥동, 복정동, 태평동, 수진동, 신촌동, 오야동, 심곡동, 고등동, 둔전동, 시흥동, 사송동, 상적동, 금토동, 창곡동
은행동, 금광동, 중앙동, 상대원동, 갈현동, 도촌동, 하대원동, 성남동, 여수동

### · 안양시
관양동, 비산동, 달안동, 부림동, 인덕원동, 부흥동, 범계동, 평안동, 평촌동, 귀인동, 갈산동, 호계동, 신촌동
안양동, 석수동, 박달동

### · 부천시
송내1동, 송내2동, 심곡본동, 심곡본1동, 소사본동, 소사본1동, 괴안동, 범박동, 옥길동, 역곡3동
도당동, 춘의동, 역곡1동, 역곡2동, 원미1동, 원미2동, 소사동, 약대동, 중1동, 중2동, 중3동, 중4동, 심곡1동, 심곡2동, 심곡3동, 중동, 상동, 상1동, 상2동, 상3동
오정동, 신흥동, 원종1동, 원종2동, 성곡동, 고강본동, 고강1동

### · 용인시
동천동, 신봉동, 성복동, 상현동, 풍덕천동, 죽전동
보정동, 마북동, 구성동, 신갈동, 영덕동, 구갈동, 동백동, 상하동, 상갈동, 서농동, 기흥동

### · 인천시
청천동, 갈산동, 삼산동, 산곡동, 부평동, 부개동, 십정동, 일신동, 구산동

### · 파주시
맥금동, 검산동, 야동동, 아동동, 금촌동, 금릉동, 하지석동, 교하동, 당하동, 와동동, 야당동, 오도동, 다율동, 목동동, 동패동, 연다산동, 송촌동, 신촌동, 문발동, 서패동, 산남동

### · 시흥시
대야동, 신천동, 은행동, 과림동, 매화동, 신현동, 목감동, 연성동, 능곡동, 장곡동, 월곶동, 군자동, 정왕본동, 정왕1동, 정왕2동, 정왕3동, 정왕4동, 배곧동

### · 과천시
과천동, 중앙동, 갈현동, 별양동, 부림동, 문원동

### · 군포시
산본동, 금정동, 당동, 당정동, 부곡동, 대야미동, 도마교동, 속달동, 둔대동동

### · 하남시
미사1동, 미사2동, 미사3동, 덕풍1동, 덕풍2동, 신장1동, 신장2동, 천현동, 춘궁동, 초이동, 감북동, 감일동, 위례동

### · 의왕시
청계동, 포일동, 내손동, 학의동, 오전동, 고천동, 왕곡동, 이동, 삼동, 초평동, 월암동

### · 광명시
철산동, 광명동, 옥길동, 하안동, 노온사동, 소하동, 가학동, 일직동

### · 수원시
광교1동, 광교2동, 원천동, 매탄1동, 매탄2동, 매탄3동, 매탄4동, 영통1동, 영통2동, 영통3동, 망포1동, 망포2동
화서1동, 화서2동, 고등동, 매산동, 행궁동, 매교동, 지동, 인계동, 우만1동, 우만2동

### · 화성시
동탄1동, 동탄2동, 동탄3동, 동탄4동, 동탄5동, 동탄6동, 동탄7동, 동탄8동, 동탄9동

### · 경기 광주시
송정동, 오포읍, 능평동, 신현동, 장지동, 태전동, 탄벌동, 고산동, 추자동, 문현동
1. ↑  “EXUP ｜엑스업코리아 공식 웹사이트”. 2025년 7월 15일에 확인함.